# 馮舜生
馮舜生（?—?），廣西省潯州府桂平縣人，清朝政治人物、同進士出身。
光緒十八年（1892年），参加光緒壬辰科殿試，登進士三甲3名。同年五月，以主事分部学习。